# Lugal-agrigzi
Lugal-agrigzi (sum. lugal.agrig.zi) – mezopotamski książę, syn Gudei, władcy sumeryjskiego miasta-państwa Lagasz. Znany jest z własnej inskrypcji umieszczonej na kamiennej głowicy maczugi: „Gudea, władca Lagasz. Lugal-agrigzi, skryba, jego syn”.